# „Silbervogel” Sänger Amerika Bomber
Sänger Amerika Bomber „Silbervogel” – niezrealizowany projekt niemieckiego bombowca międzykontynentalnego Eugena Sängera z lat trzydziestych XX wieku.

## Projekt
Bombowiec miał być wystrzeliwany z wyrzutni o długości 3 km pod kątem 30° przy pomocy dodatkowego silnika. Po osiągnięciu pułapu 1500 m i prędkości 1850 km/h (514 m/s, Mach 1,4) uruchamiane byłyby główne silniki rakietowe, aż do osiągnięcia prędkości maksymalnej 21 800 km/h (6055 m/s) na pułapie 145 km. Profil lotu zakładał, że po osiągnięciu maksymalnego pułapu Silbervogel będzie opadał aż do natrafienia na niżej położone, gęste warstwy atmosfery, po czym ponownie rozpocznie wznoszenie, „odbijając się od atmosfery”. Wykonując ten manewr wielokrotnie, będzie w stanie zrzucić na terytorium USA bombę o masie 4000 kg, a następnie kontynuować lot na zachód i wylądować na terytorium Cesarstwa Japońskiego, które było sprzymierzone z III Rzeszą. Konstrukcja miała płaską dolną część kadłuba i krótkie skrzydła, co zwiększało siłę nośną i doskonałość samolotu przy prędkościach hipersonicznych oraz zmniejszało masę osłony termicznej.
Powojenne analizy wykazały, że w wyniku błędu rachunkowego zaniżono temperatury, jakie miały powstawać podczas wchodzenia pojazdu w atmosferę. Gdyby samolot zbudowano według tego projektu, nie przetrwałby on ponownego wejścia. Problem można by rozwiązać zwiększając osłonę termiczną, ale zmniejszyłby to i tak niewielki ładunek bojowy.